# Islas de Barlovento (Cabo Verde)
Las islas de Barlovento son uno de los dos grupos de islas del archipiélago de Cabo Verde, localizado en el océano Atlántico frente a la costa noroccidental de África. 
El grupo comprende las siguientes islas (de oeste a este): 
- Santo Antão, con 779 km² y una población de 43.915 habitantes (2010);[1]
- São Vicente, con 228 km² y una población de 76.140 hab.;
- Santa Luzia, con 35 km² (deshabitada);
- São Nicolau, con 388 km² y una población de 12.817  hab.;
- Sal,  con 216  km² y una población de 25.779 hab.;
- Boavista,  con 620 km² y una población de 9.162 hab.;

Además de las mencionadas islas, hay varios  islotes, como Branco y Raso, situados entre las islas Santa Luzia y São Nicolau; el islote dos Pássaros, frente a la ciudad de Mindelo, en la isla São Vicente; los islotes Rabo de Junco, en las costas de la isla Sal; y los islotes de Sal Rei e do Baluarte, en las costas de la isla Boa Vista.
Las restantes islas de Cabo Verde forman parte de las islas de Sotavento.